# Будинок Донців-Захаржевських
Буди́нок Донці́в-Захарже́вських (Садибний будинок, Садиба Донців-Захаржевських, Садиба Донців-Захаржевських — Задонських) — пам'ятка архітектури місцевого значення (№ 511), розташована у смт Великий Бурлук Великобурлуцької селищної громади Великобурлуцького району Харківської області та належала представникам однієї з гілок слобідського старшинського роду Донців-Захаржевських — Задонських.
Споруджений у першій чверті XIX століття (завершений близько 1835 року) у стилі класицизму. Інші будівлі та елементи садиби, а також парк не збереглися. Відомий тим, що в ньому нібито було знайдено дощечки з письменами, відомі як «Велесова книга». У 1980 році будинок було визнано пам'яткою архітектури місцевого значення.

## Історія
У 1680 році землями по берегах річки Великий Бурлук став володіти харківський та ізюмський полковник Костянтин Григорович Донець. Ці землі були закріплені за його дітьми царською грамотою 1693 року.
У другій половині XVIII століття маєтком у Великому Бурлуці володів Яків Михайлович Донець-Захаржевський. У будинку Якова Михайловича Донець-Захаржевського у 1780-х — на початку 1790-х років неодноразово жив Григорій Сковорода і деякі зі своїх творів (напр., «Брань архистратига Михаила с сатаной о сем: легко ли быть благим», 1783, почата тут; пісня 29 із циклу «Сад божественних пісень» завершена тут у вересні 1785 року; праця «Діалог. Имя ему — Потоп зміин», 1790) були написані саме під час перебування у Великому Бурлуці. У 1972 році у пам'ять про перебування Григорія Сковороди у Великому Бурлуці у сквері районного транспортного підприємства, на подвір'ї колишнього маєтку було поставлено пам'ятний знак. Місце старого будинку, де проживав Григорій Сковорода, є пам'яткою історії місцевого значення.
У 1820-х роках вже його син Андрій Якович Донець-Захаржевський зайнявся будівництвом нового дерев'яного садибного будинку. За словами Філарета (Гумілевського), благословив на це перебудову будинку та всієї садиби свого сина Андрія Яків Михайлович, який був паралізований тривалий час, але для благословення йому повернулась здатність «володіти руками» — він підняв угору руку та зобразив нею хрест. Завершив будівництво у 1835 році його тесть Воїн Дмитрович Задонський (1785—1856), який одружився з дочкою Андрія Яковича — Єлизаветою.
Після смерті у 1841 році Андрія Донця-Захаржевського власником маєтку став Воїн Задонський. А після його смерті — Андрій Воїнович Задонський (1840—1870) та його дружина Катерина Василівна Задонська.
У ніч на 7 грудня 1918 року до маєтку увірвалась банда більшовика-анархіста Сахарова. За словами Сергія Кушнарьова, вони зібрали всіх жителів будинку у домовій церкві, запалили свічки та наказали молитися, після чого всіх порубали шашками. Після цього кілька днів маєток грабували вже й селяни.
Під час нальоту банди було вбито:
- Задонську Катерину Василівну (84 роки);
- Гагаріну Юлію Василівну, вдову генерал-майора, сестру Катерини Василівни (73 роки);
- Гендрикову Цецилію Валеріанівну, вдову ротмістра, подругу Катерини Задонської (73 роки);
- Вадбольського Олександра Івановича, колишнього земського начальника (53 роки);
- Вадбольську (Задонську) Ольгу Андріївну, власницю маєтку на хуторі Катеринівка (55 років);
- Вадбольського Андрія Олександровича, студента-правознавця (19 років);
- Вадбольського Володимира Олександровича, студента-правознавця (15 років);
- місс Лі, англійку та компаньйону Цецилії Гендрикової[9].

Після приходу до влади більшовиків у садибному будинку було влаштовано комуну імені Г. Петровського у 1922 році (за нею закріпили 130 га землі; комунари, яких було 98 осіб, також мали 6 пар волів, коня та корову), а у 1947 році — районне об'єднання «Сільгосптехніка».
У 1980 році будинок рішенням виконавчого комітету Харківської обласної ради було віднесено до пам'яток архітектури місцевого значення.

## Архітектура

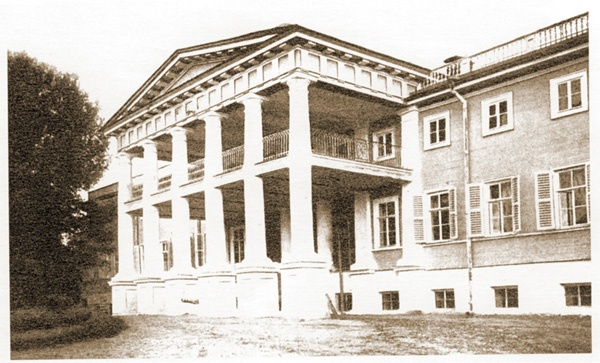
Головний фасад будинку з портиком та балконом (до 1917)

Будинок дерев'яний, двоповерховий, довгастий у плані, побудований на кам'яному фундаменті — пів поверсі, з мінімалістичним оздобленням. Зведений у стилі класицизму. Ідеально підігнані одна до одної дошки обшивки будинку створюють враження, що він кам'яний. Будинок було пофарбований у світло-коричневий колір. При цьому будинок побудований без жодного гвіздка. Автор проєкту невідомий. На думку мистецтвознавця, дослідника садиб Харківської губернії Георгія Лукомського, проєкт будинку та церкви належить архітектору Василю Стасову або учню Андрія Вороніхіна. Таке припущення він висловив через архітектуру та техніку виконання Преображенської церкви, спорудженої приблизно у той самий час, колонада якої нагадувала Казанський собор.
Два фасади будинку — головний, з боку в'їзної брами, і протилежний, з боку саду, — мають увінчані фронтонами шестиколонні портики доричного ордеру. Колони портика поставлені на високі п'єдестали. Архітектурний акцент будівлі — портик головного фасаду, який був її єдиною прикрасою. Посередині, поміж колонами головного фасаду, розміщено балкон з ажурним металевим огородженням. Фронтон представлений карнизом з медальйонами. Фриз розчленовано тригліфами. Нижня частина тераси кесонована. По верху будинку у вигляді аттика тягнулась залізна балюстрада. Поміж колонами також проведено залізну балюстраду у готичному стилі. З портика, за словами Георгія Лукомського, відкривався вид на квітник та церкву, що була побудована навпроти садибного будинку, серед дерев та під'їздної алеї.
Фасад будівлі з боку саду має нижчий цоколь та портик з колон з пілястрами. На цьому боці будівлі всі вікна мають наличники. Бічні частини будівлі прикрашені потрійними «венеційськими» вікнами, зверху яких пів коло у вигляді кессончатих розеток. Кімнати буднку просторі та світлі.

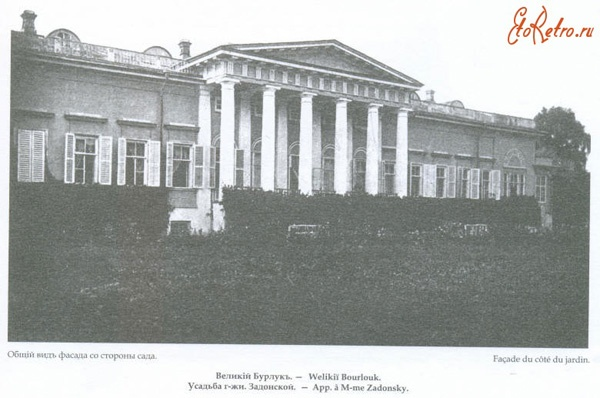
Фасад будинку з боку саду (до 1917)

Найоригінальнішою деталлю будинку є ставні-жалюзі, які на думку Георгія Лукомського, принесені з Франції чи Італії. Вікна обрамлені простими наличниками, які на вікнах другого поверху бічних частин будинку багатші — вони мають карнизи зверху та балясини знизу. Цокольна частина бічних частин будинку рустована у вигляді намальованих перемичок із замками.
У 1840-х роках на другому поверсі будинку була влаштована домова церква, оскільки Єлизавета Задонська мала слабке здоров'я і їй було важко ходити до церкви. Філарет (Гумілевський) мав дружині стосунки із Задонськими, а тому звернувся до Священного Синоду РПЦ з проханням дати дозвіл на відкриття такої церкви. 29 липня 1851 року відбулося освячення домової Свято-Троїцької церкви, яке провів сам Філарет.
На початку XX століття у столовій були портрет Воїна Задонського та його дружини Єлизавети Задонської.

## Садиба

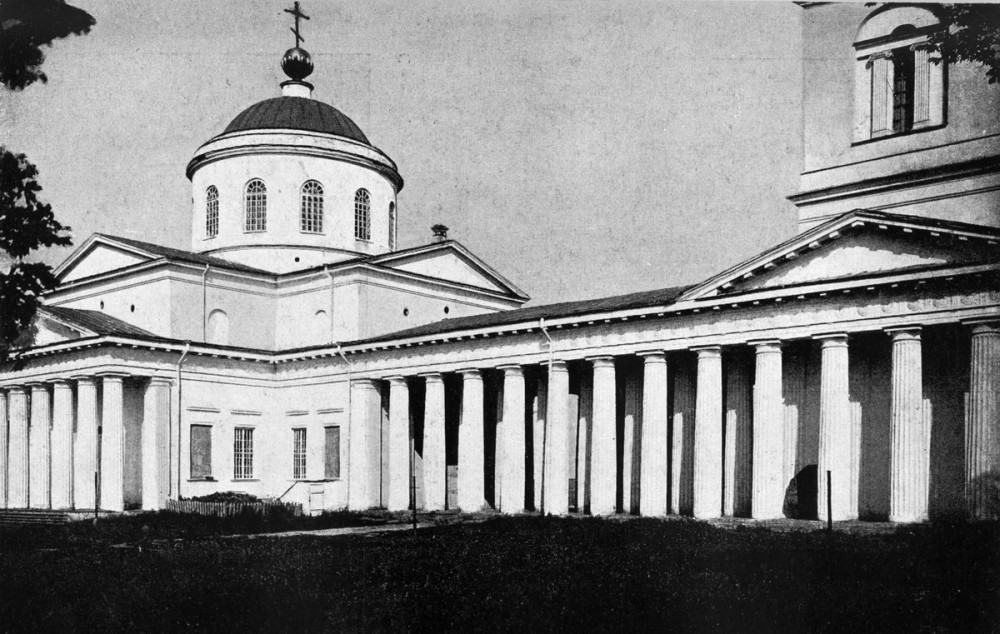
Преображенська церква (до 1917)

Навпроти будинку на пагорбі Андрієм Донець-Захаржевським була споруджена Преображенська церква на пам'ять про свою померлу дружину. За цією лінією були побудовані кам'яні, грубуваті в'їзні ворота. Зліва від них побудували кордегардію у готичному стилі. Після побудови залізниці були побудовані бічні ворота. На початку XX століття в садибі також були оранжерея (дві башти, сполучені теплицями) та різні службові споруди, які також були виконані в стилі класичної архітектури.
Позаду будинку було влаштовано сад аж до річки Великий Бурлук та ставок, який отримав назву Панського та в якому купалися власники маєтку.
Пребраженська церква складалася із власне церкви та дзвіниці, які сполучала колонада. Також до церкви відносилися дві службові споруди позаду вівтарної частини церкви. На фасадній частині триярусної дзвіниці можна було побачити доричний шестиколонний портик з фронтоном, а по його боках у профіль виднілися також колони доричног ордеру. Середній ярус мав нішу, а верхній ярус дзвіниці мав канелюровані пілястри. Купол дзвіниці мав шпиль, що нагадувало дзвіницю у маєтку «Грузино» Аракчєєва, зокрема, через подібність пропорцій та частин всієї дзвіниці. Колонада бічного портика переходила у колонаду, яка з'єднувала дзвіницю із церквою, а потім переходила у бічні колони північного та південного портиків храму. За словами Георгія Лукомського, який посилався на Задонських, архітектором церкви був Нікуатов, який звів церкву та палац у Чугуєві, хоча він вважав, що цей архітектор був лише місцевим наглядачем за будівництвом.
Церква була у плані хрестоподібною, з фронтонами на виступаючих частинах. Купол церкви був на гладкому барабані з напівциркульними віконцями. На куполі було встановлено велике яблуко з хрестом. Церква була зруйнована у 1937 році.

## Віднайдення «Велесової книги»
З будинком Донців-Захаржевських пов'язана легенда знайдення в ній «Велесової книги» — твору, який нібито оповідає про історію Русі з 9 ст. до н. е. і до часів Аскольда. За словами російського письменника-емігранта Юрія Миролюбова, влітку 1919 року, коли Добровольча армія зайняла Великий Бурлук до пограбованого будинку Задонських потрапив полковник Алі Ізінбек, який побачив у бібліотеці розкидані на підлозі дощечки з випаленими письменами і наказав денщику зібрати їх речовий мішок.
Великобурлуцька краєзнавиця Клавдія Оковита записала слова одного з уродженців Великого Бурлука — Віталя Келеберди, який розповів, що його мати Федора Олексіївна (1894—1970) працювала у будинку Катерини Задонської прибиральницею та прачкою, і неодноразово протирала об'ємну скриньку, про яку Катерина Василівна казала, що в ній зберігається дуже цінна річ. Вже після погрому мати навідалася до будинку для прибирання, і в цей момент увійшов офіцер Добровольчої армії, який, побачивши дощечки, наказав їх зібрати. І мати Віталія Келеберди допомогла у цьому денщику того офіцера. На думку Клавдії Оковитої, дощечки «Велесової книги» привіз на Слобожанщину з Правобережної України Григорій Донець-Захаржевський, які згодом стали власністю Якова Донця-Захаржевського та його нащадків. При цьому відсутність згадок про дощечки у Григорія Сковороди чи у праці Катерини Задонської вона пояснює тим, що «Велесова книга» мала антихристиянський характер.

## Сучасний стан
На цей час будівля знаходиться у власності приватного підприємця, розташована на зачиненій території транспортного підприємства і доступ до неї обмежений. Первісне планування в основному збережено. Проте, є низка перебудов, також не збігся портик з центрального входу. У будівлі живуть люди в комунальних квартирах, у яких немає газу та води. На другому поверсі, де колись була домова церква, зараз розміщені кухні та комірчини.
У грудні 2019 року було проведено зовнішнє обстеження будинку Донців-Захаржевських з метою визначення балансоутримувача та здійснення реставраційного ремонту.
Прокуратура Харківської області, станом на листопада 2021 року вимагала визнати садибу безхазяйним майном та передати на баланс селищної ради.

## Галерея

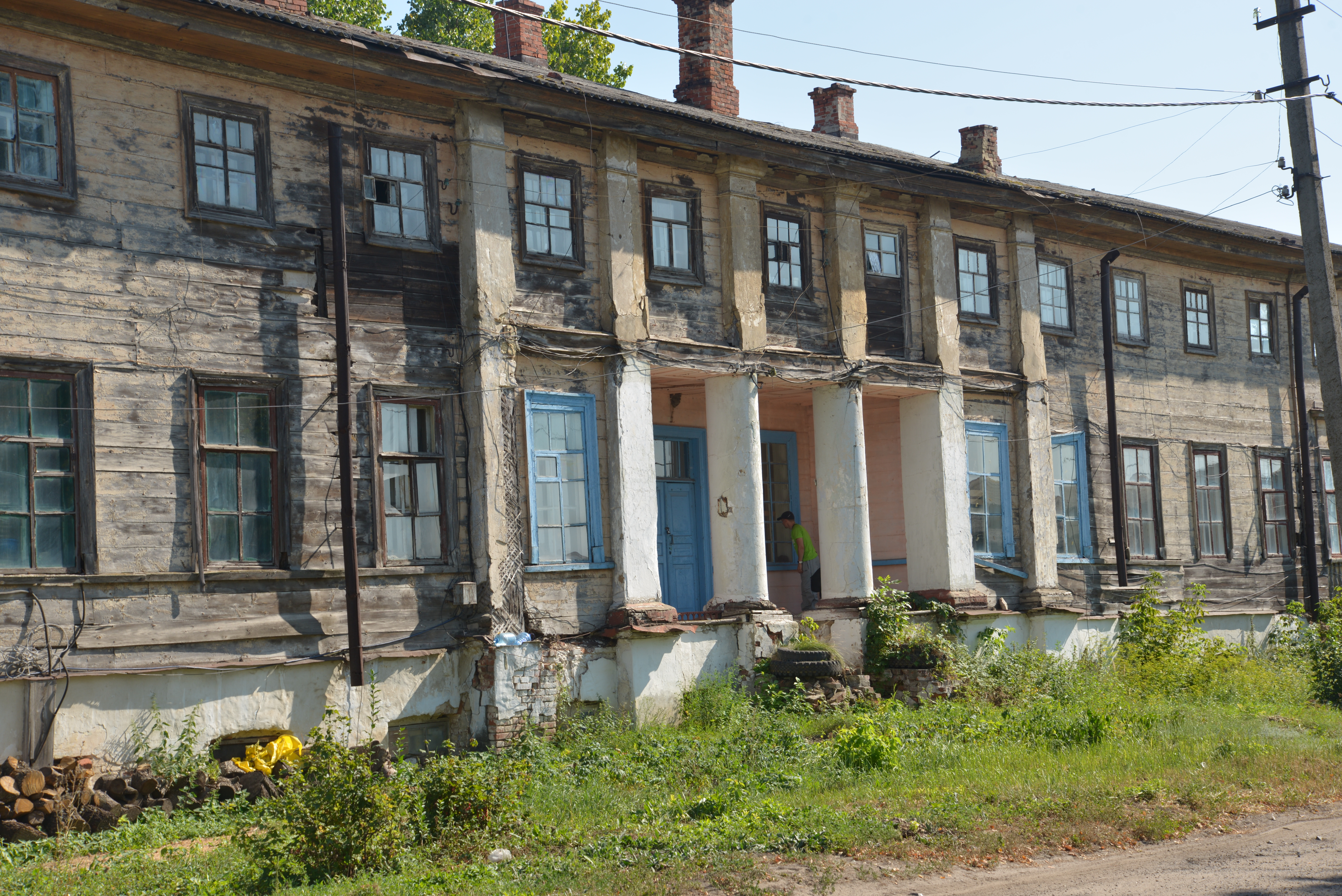
Головний фасад
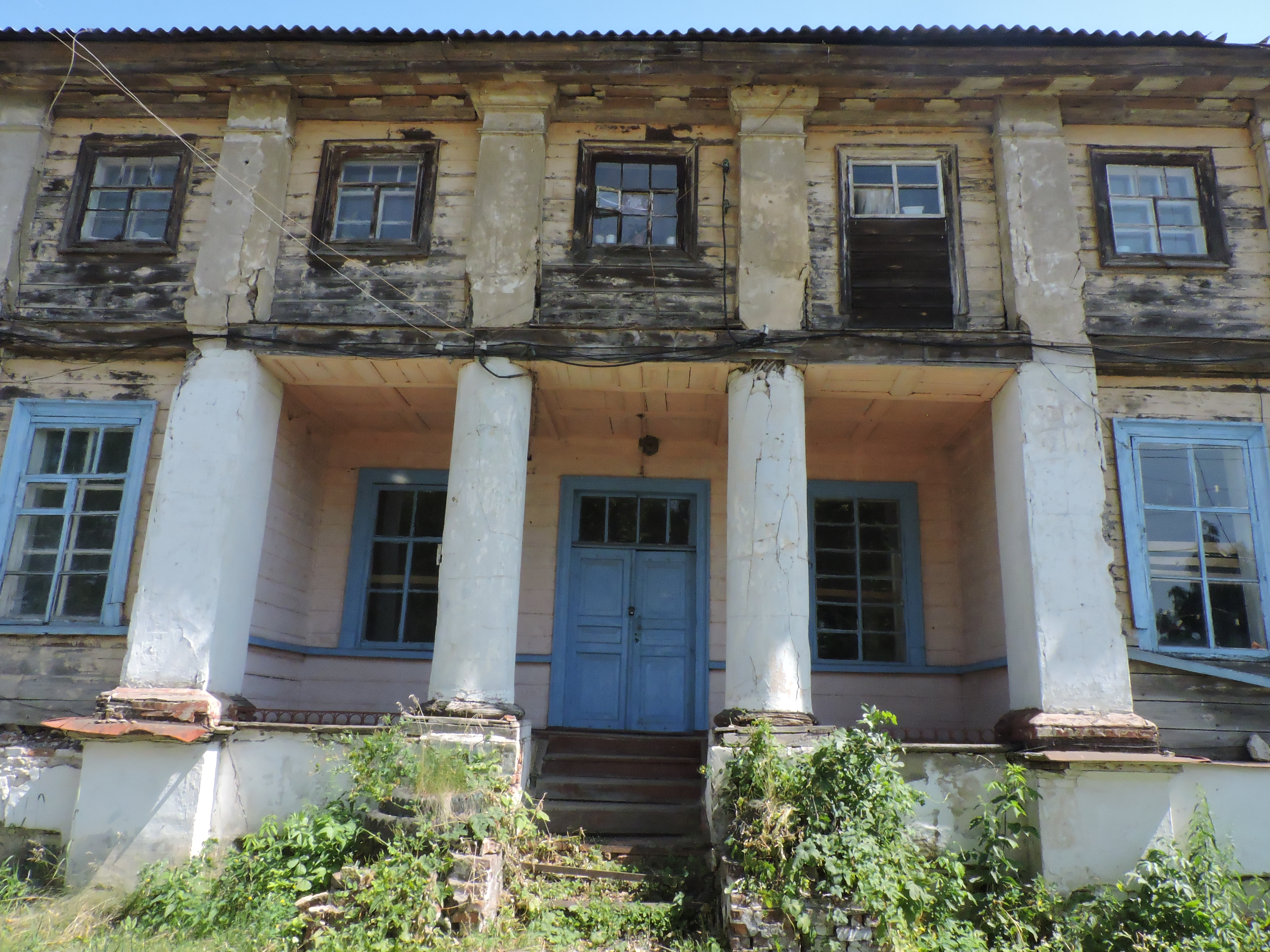
Місце втраченого портику з балконом
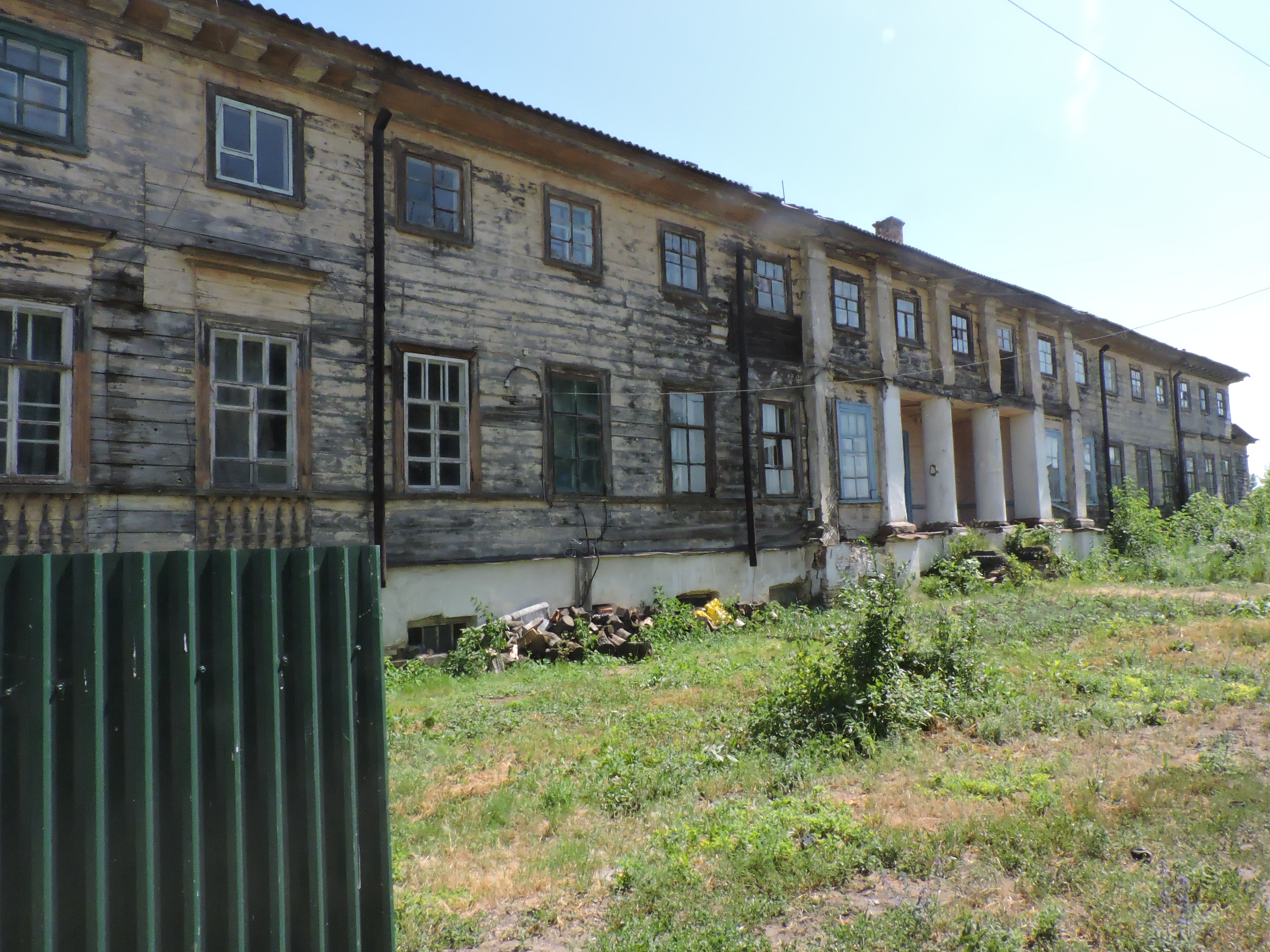
Головний фасад зліва
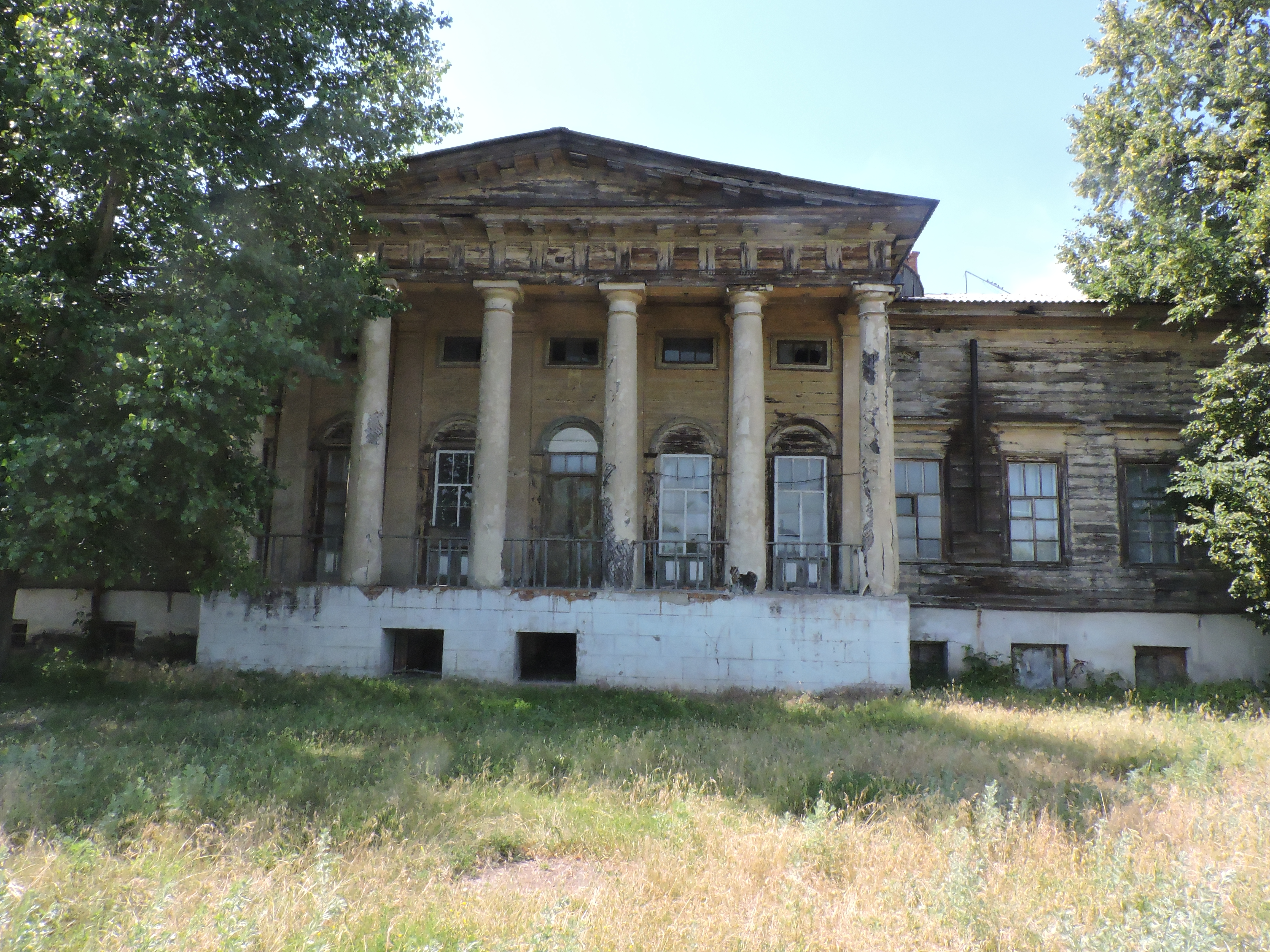
Задній фасад
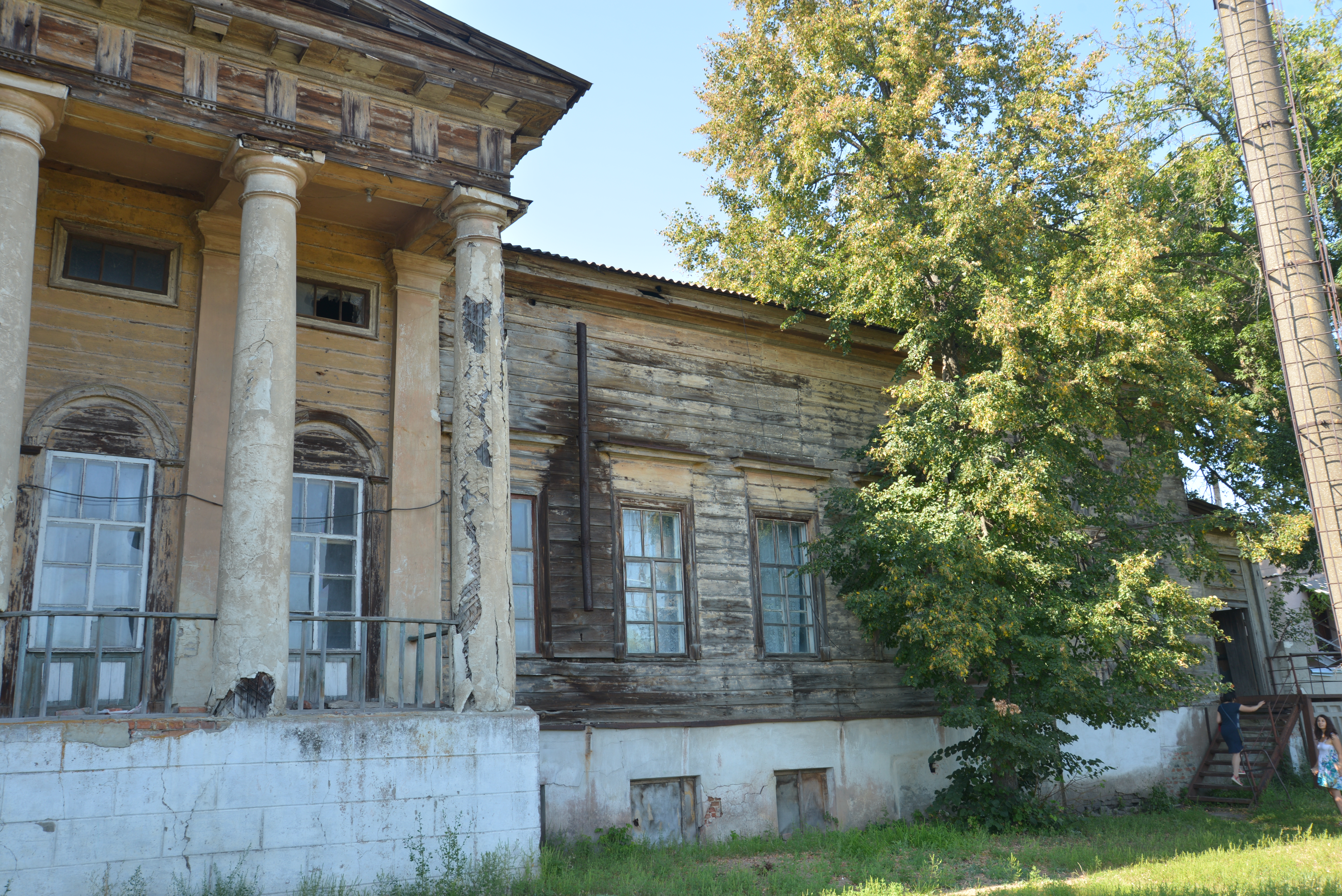
Права бічна частина заднього фасаду
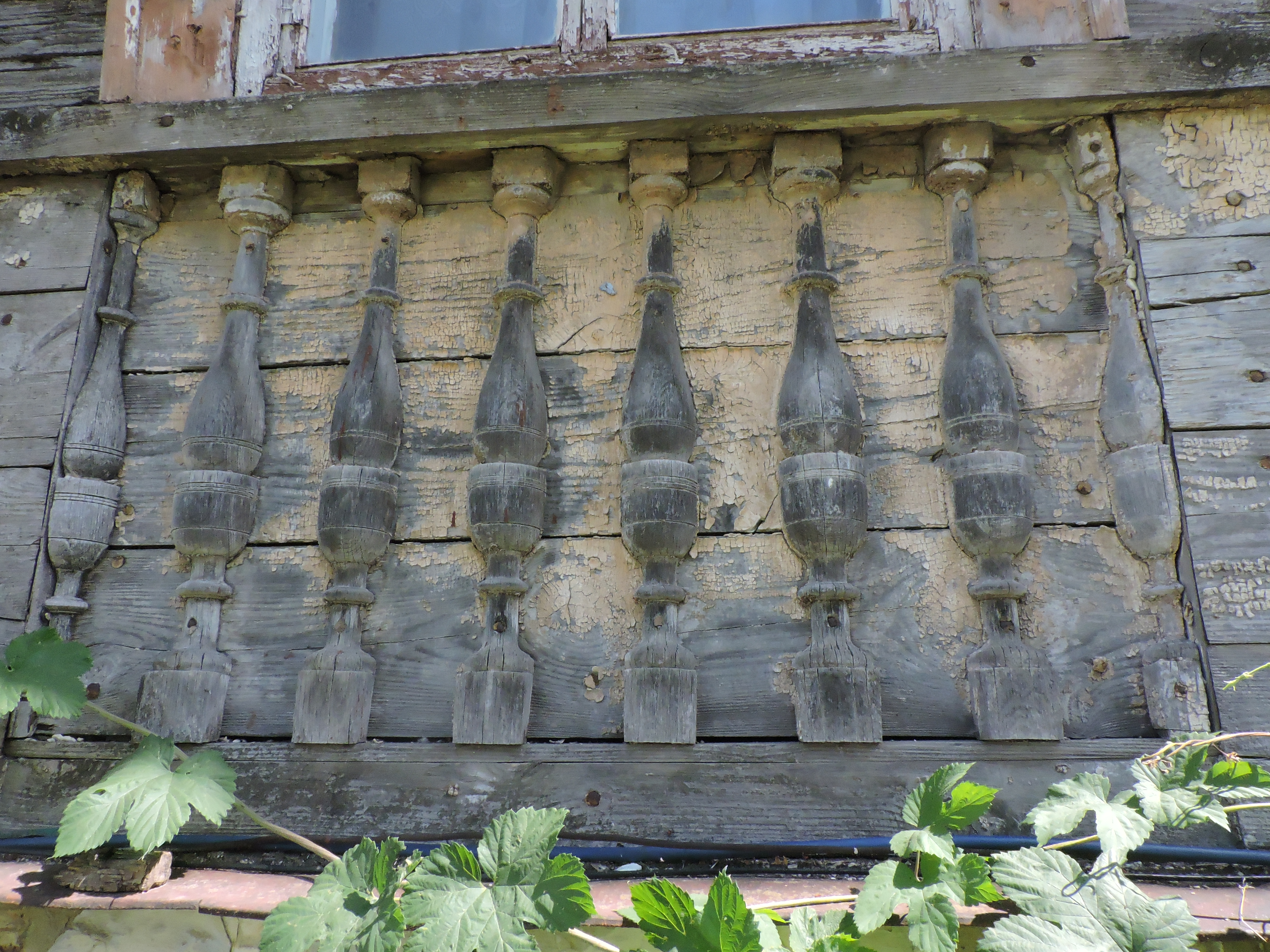
Руст на головному фасаді